# Abdul Qadir Nuristani
Abdul Qadir Nuristani (? Kábul – 28. - 29. dubna 1978 Kábul) byl afghánským ministrem vnitra Afghánské republiky.
Nejprve zastával funkci policejního náčelníka známého pro jeho přísné dodržování principů a pravidel. Na konci roku 1975 ve funkci ministra vnitra nahradil Faize Mohammada.